# Pivoting
Pivoting ist eine US-amerikanische Comedy-Fernsehserie von Liz Astrof, die am 9. Januar 2022 auf Fox Premiere hatte und am 10. März 2022 endete.

## Handlung
Nach dem plötzlichen Tod ihrer Freundin Coleen, die sie schon zusammen aus ihrem Kindheits-Freundeskreis kennen, entscheiden die drei Freundinnen mittleren Alters, Amy, Jodie und Sarah, dass das Leben kurz ist und sie ihr Leben in neue Richtungen „ausrichten“ müssen. Da sie alle impulsive Entscheidungen treffen, um ihr Glück zu finden, stärkt dies ihre Freundschaft. Sarah hatte bisher als Ärztin gearbeitet, trennt sich von ihrer untreuen Gattin und startet als Supermarktverkäuferin neu. Jodie beginnt eine Affäre mit ihrem Fitness-Trainer und versucht damit, der unglücklichen Ehe zu entfliehen. Die Dritte im Bunde, Amy, floh bisher als Produzentin einer Kochsendung vor dem Familienalltag. Sie bemüht sich, die Kinder besser kennenzulernen, und wird sich bewusst, dass dies Nerven kosten kann.

## Episodenliste
| Nr. | Originaltitel             | Regie             | Drehbuch                                        | Erstausstrahlung USA | Zuschauer (Mio.) |
| --- | ------------------------- | ----------------- | ----------------------------------------------- | -------------------- | ---------------- |
| 1   | If She Could See Us Now   | Tristram Shapeero | Liz Astrof                                      | 9. Jan. 2022         | 2,43             |
| 2   | My Friend Died!           | Daniella Eisman   | Niki Schwartz-Wright                            | 13. Jan. 2022        | 1,02             |
| 3   | The Giving Tree           | Tristram Shapeero | Liz Astrof                                      | 20. Jan. 2022        | 1,13             |
| 4   | Hell on Wheels            | Tristram Shapeero | David Booth                                     | 27. Jan. 2022        | 0,95             |
| 5   | D-Day                     | Daniella Eisman   | Linda Videtti Figueiredo                        | 3. Feb. 2022         | 1,21             |
| 6   | The Three Bleepin' Bleeps | Tristram Shapeero | Jessica Poter                                   | 10. Feb. 2022        | 1,07             |
| 7   | Bounce, Baby              | Anna Dokoza       | Aminta Goyel                                    | 17. Feb. 2022        | 1,05             |
| 8   | Doompa-Dee Doo            | Anna Dokoza       | King Hassan                                     | 24. Feb. 2022        | 0,81             |
| 9   | Fans Only                 | Catriona McKenzie | Niki Schwartz-Wright & Linda Videtti Figueiredo | 3. März 2022         | 0,74             |
| 10  | Coleen in a Box           | Tristram Shapeero | Liz Astrof                                      | 10. März 2022        | 0,96             |

## Rezeption
Pivoting erhielt überwiegend positive Kritiken. Auf Rotten Tomatoes erzielte die Serie eine Kritikerwertung von 100 % für die erste Staffel. Angie Han beim Hollywood Reporter lobt die Chemie und das Zusammenspiel der Hauptdarstellerinnen sowie die Balance zwischen Humor und emotionalen Momenten.
Das Zuschauerinteresse blieb trotz der positiven Kritiken gering. Die Einschaltquoten sanken im Verlauf der Staffel deutlich, was zur Absetzung der Serie nach nur einer Staffel führte.